# Jasen (distrikt i Bulgarien, Pleven)
Jasen (bulgariska: Ясен) är ett distrikt i Bulgarien.   Det ligger i kommunen Obsjtina Pleven och regionen Pleven, i den centrala delen av landet, 120 km nordost om huvudstaden Sofia.
Trakten runt Jasen består till största delen av jordbruksmark. Runt Jasen är det ganska tätbefolkat, med 160 invånare per kvadratkilometer.